# Morrison (Tennessee)
Pour les articles homonymes, voir Morrison.
Morrison est une municipalité américaine située dans le comté de Warren au Tennessee. Selon le recensement de 2010, Morrison compte 694 habitants.

## Géographie
Morrison est situé à 35°36″W″W′ 85°54″W″W (35.604869, -85.915004).
Selon le Bureau du recensement des États-Unis, la municipalité s'étend sur 2,73 milles carrés (7,07 km2).

## Histoire
Morrison est une municipalité depuis 1905. Elle doit probablement son nom à la famille des militaires Alvo et E. J. Morrison.

## Personnalités
- Buck Brown (1932-2007, dessinateur humoristique, est né à Morrison.